# Oligosita naias
Oligosita naias är en stekelart som beskrevs av Girault 1938. Oligosita naias ingår i släktet Oligosita och familjen hårstrimsteklar.
Artens utbredningsområde är Filippinerna. Inga underarter finns listade i Catalogue of Life.